# Xã Lien, Quận Grant, Minnesota
Xã Lien (tiếng Anh: Lien Township) là một xã thuộc quận Grant, tiểu bang Minnesota, Hoa Kỳ. Năm 2010, dân số của xã này là 111 người.